# Ілліч (Темрюцький район)
Ільїч (рос. Ильич) — селище в Темрюцькому районі Краснодарського краю. Входить до складу Запорізького сільського поселення.
Селище розташоване на узбережжі Азовського моря. Це останнє поселення Росії на шляху до України через Порт Кавказ.

## Економіка
Більшість населення селища працюють в Порту Кавказ та в колгоспі селища Ільїч. В останні роки розвивається туристичний бізнес.

## Транспорт
Автомобільні дороги в районі селище в хорошому стані. Діє рейсовий автобус Ільїч — Темрюк. Найближчий аеропорт та залізнична станція знаходяться в м. Анапа.

## Туризм
В останні роки в селищі активно розвивається туристична сфера. Інфрастурктура поки розвинена слабо, але з'явився рейсовий автобус Ільїч — Темрюк. Також проведені заходи з благоустрою на селищному пляжі та в парку. Створюються місця для туристів, переважно в приватному секторі.

## Галерея

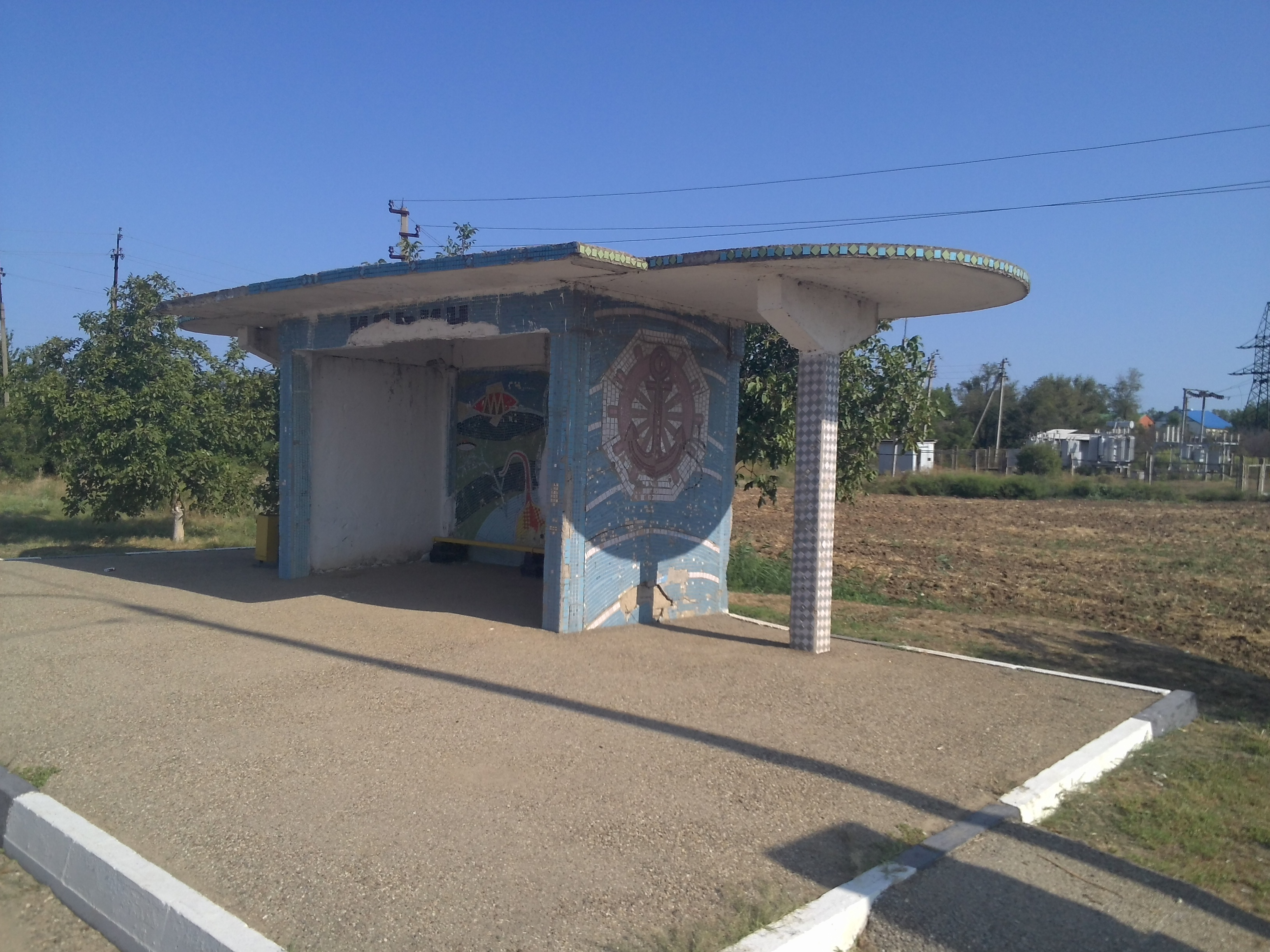
Автобусна зупинка
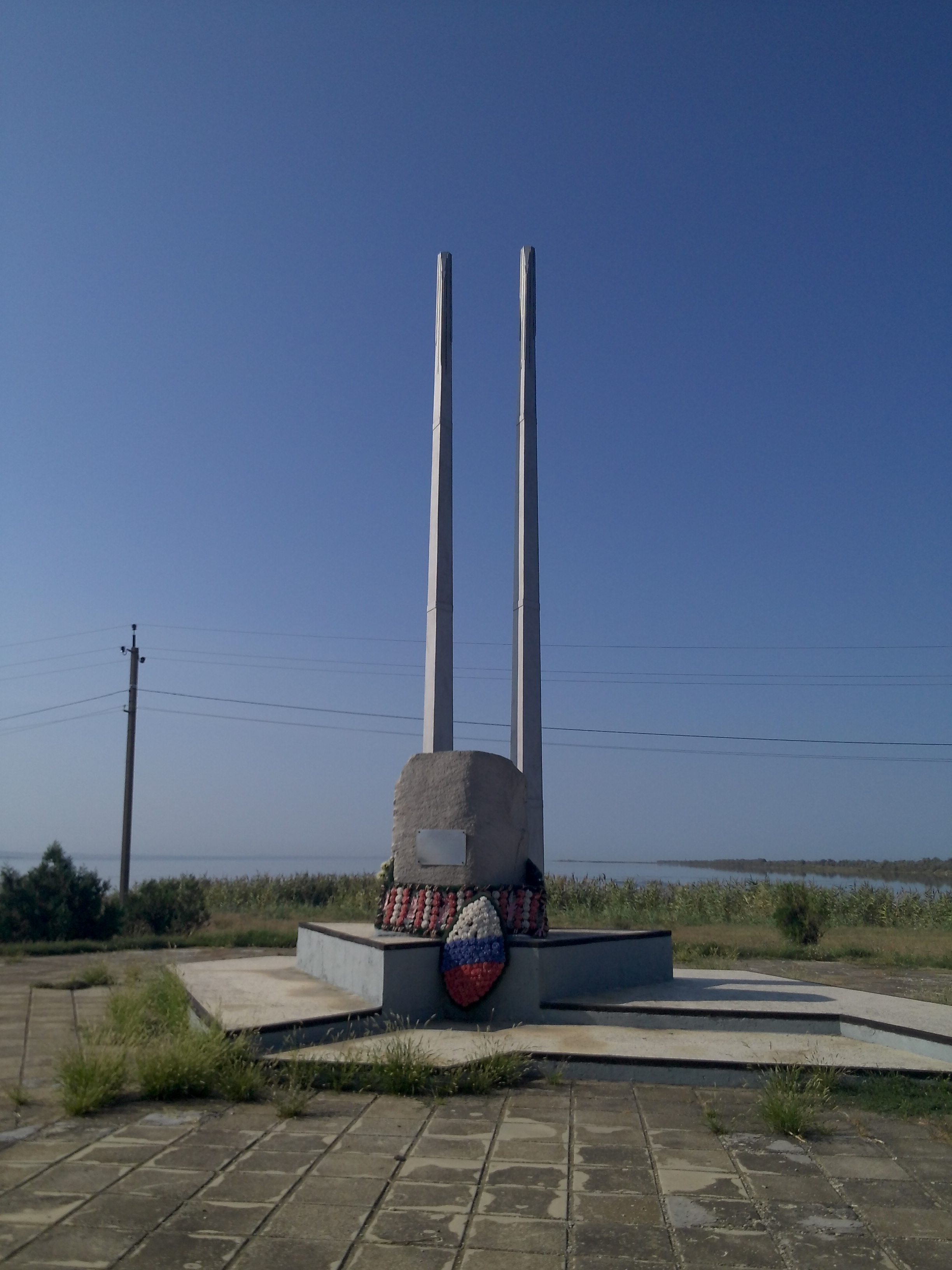
Монумент на честь завершення Битви за Кавказ поблизу селища
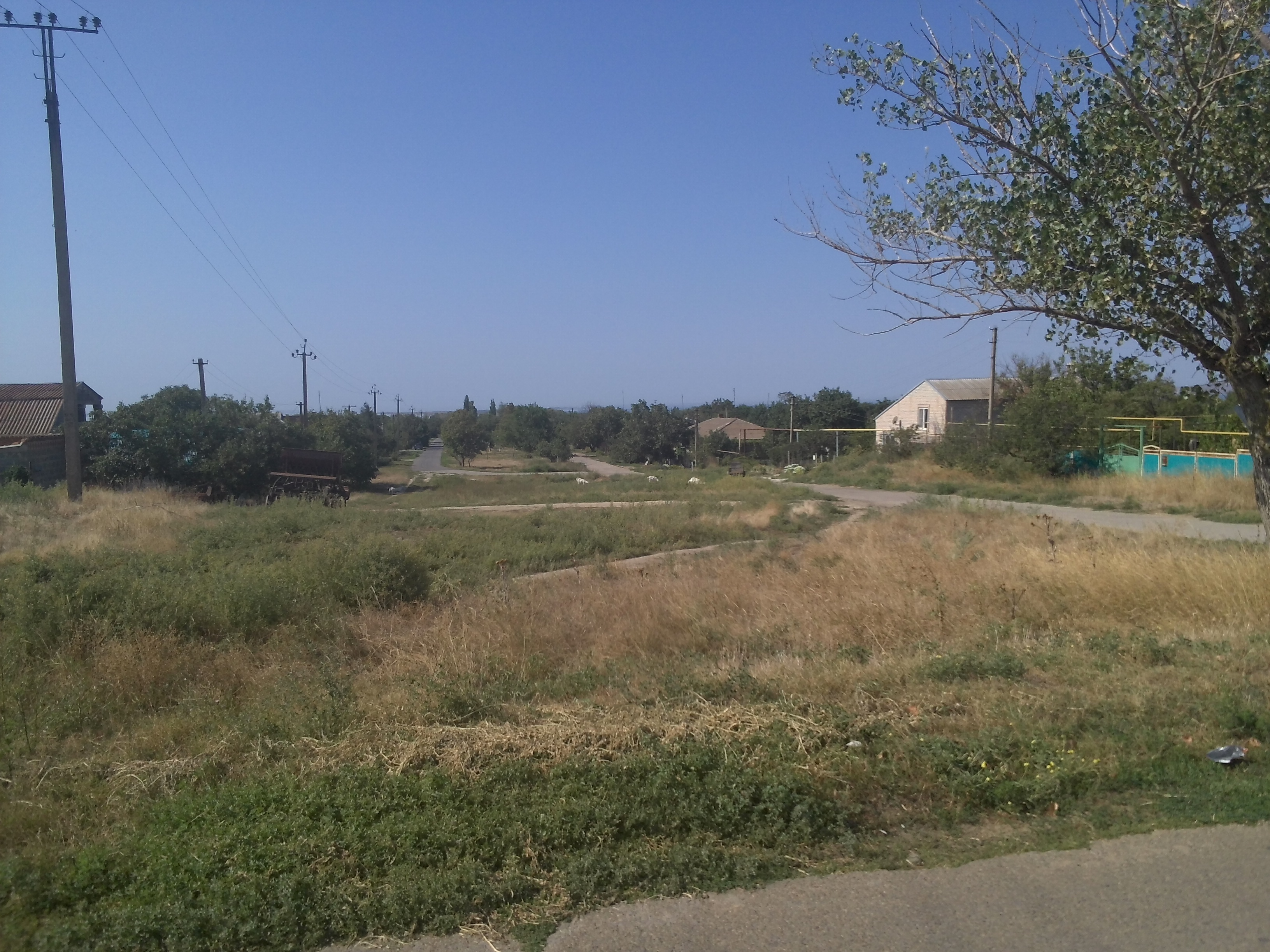
Вулицями селища
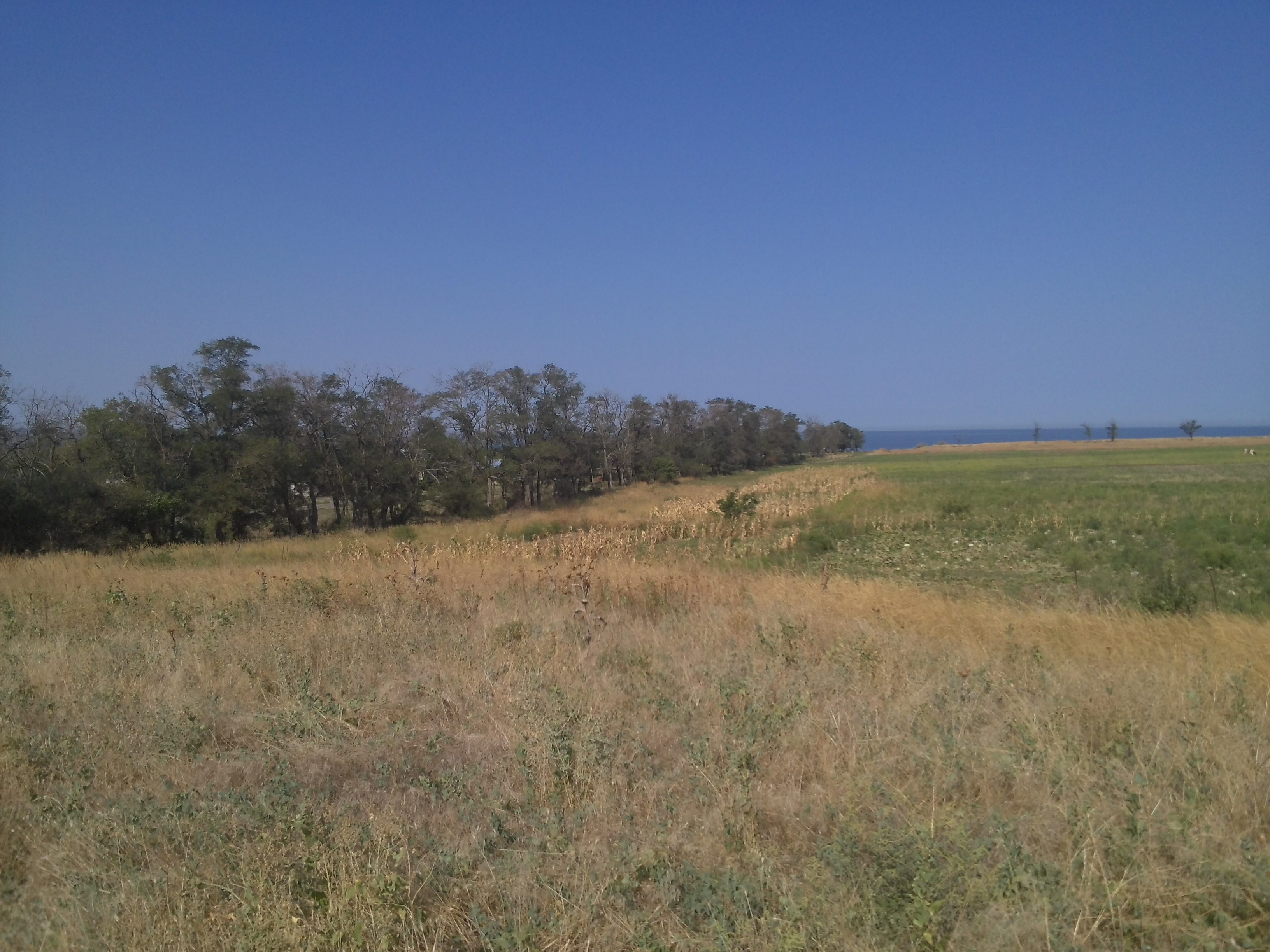
Краєвид
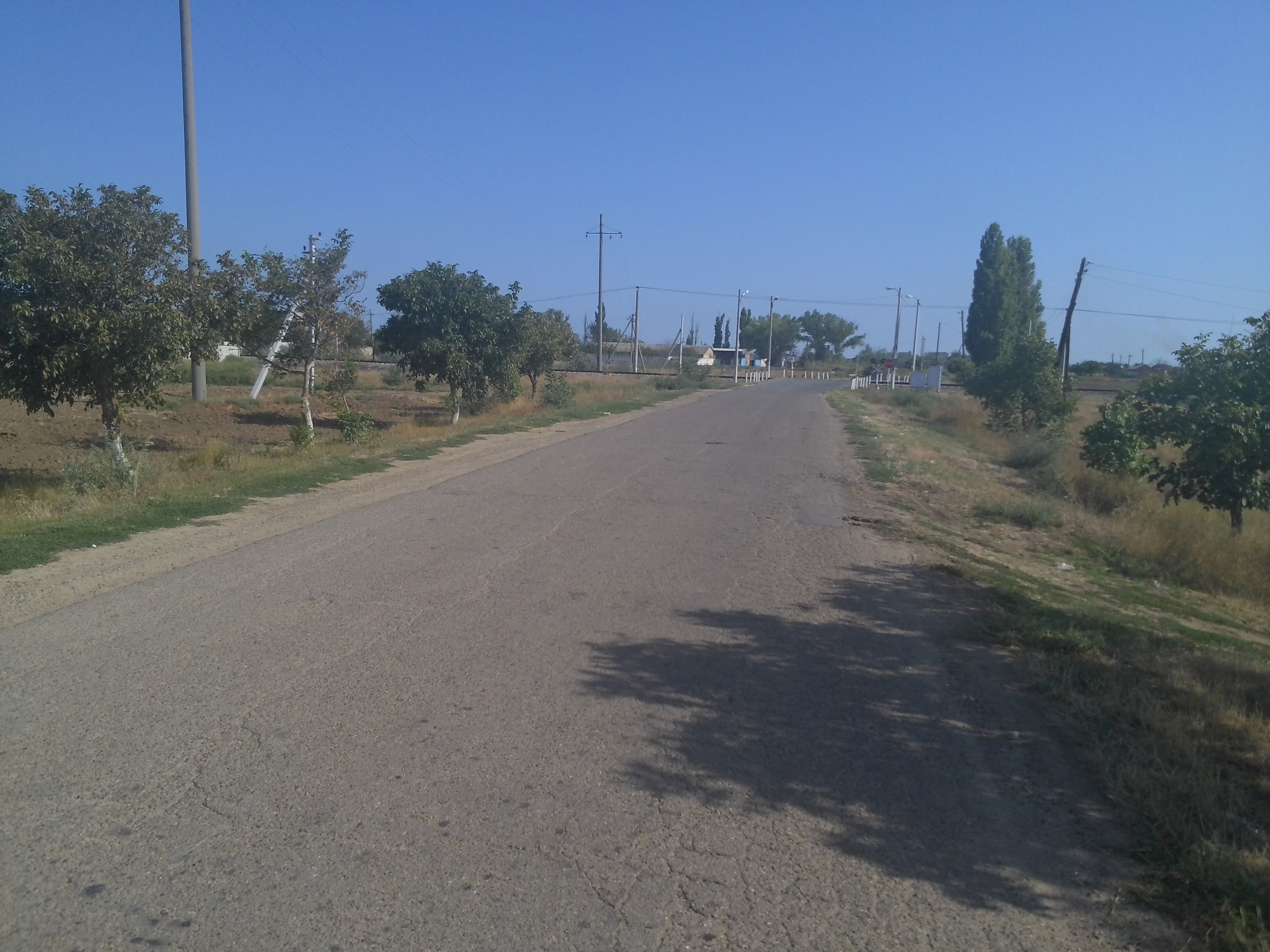
Залізничний переїзд
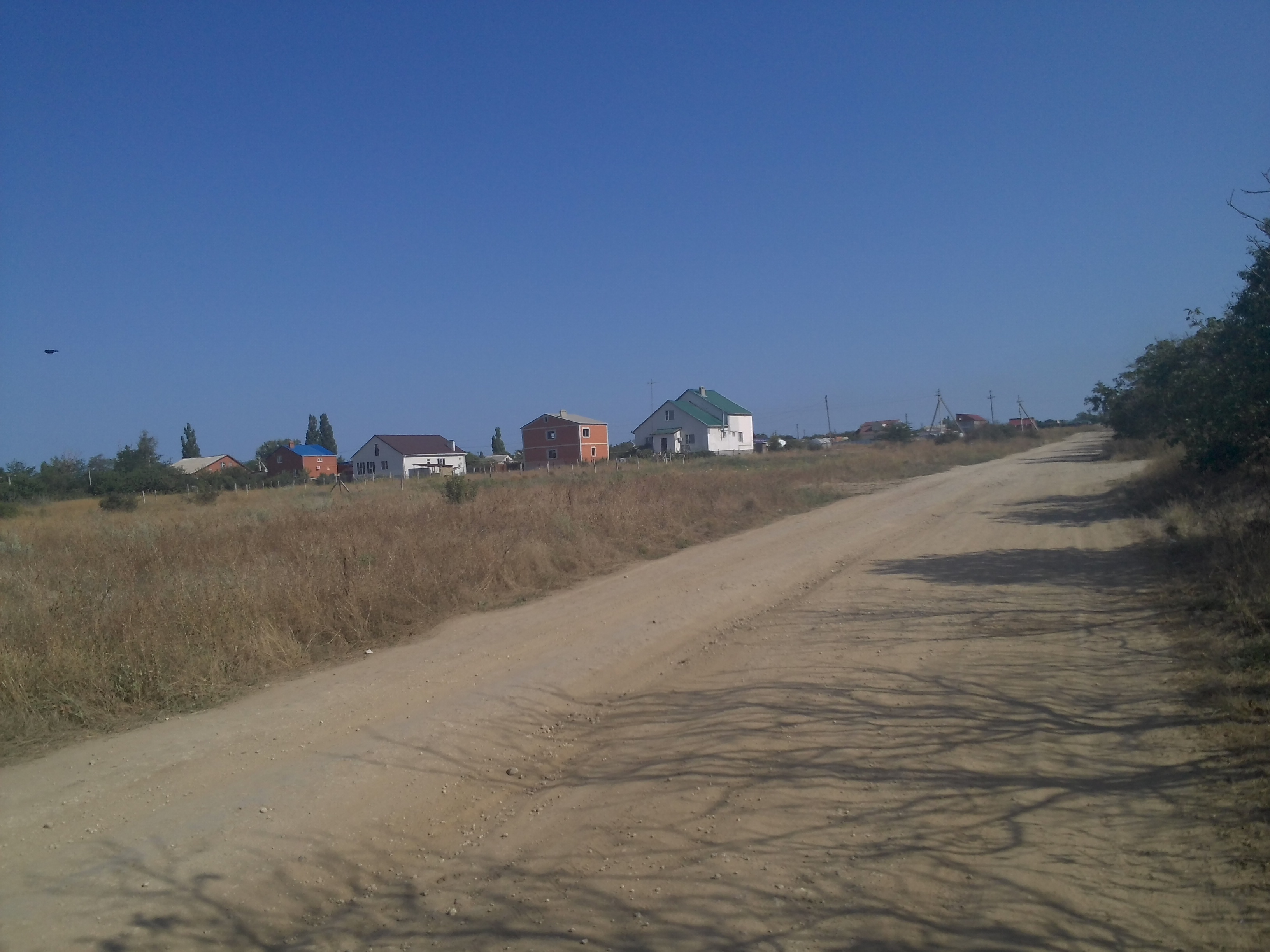
Новобудови
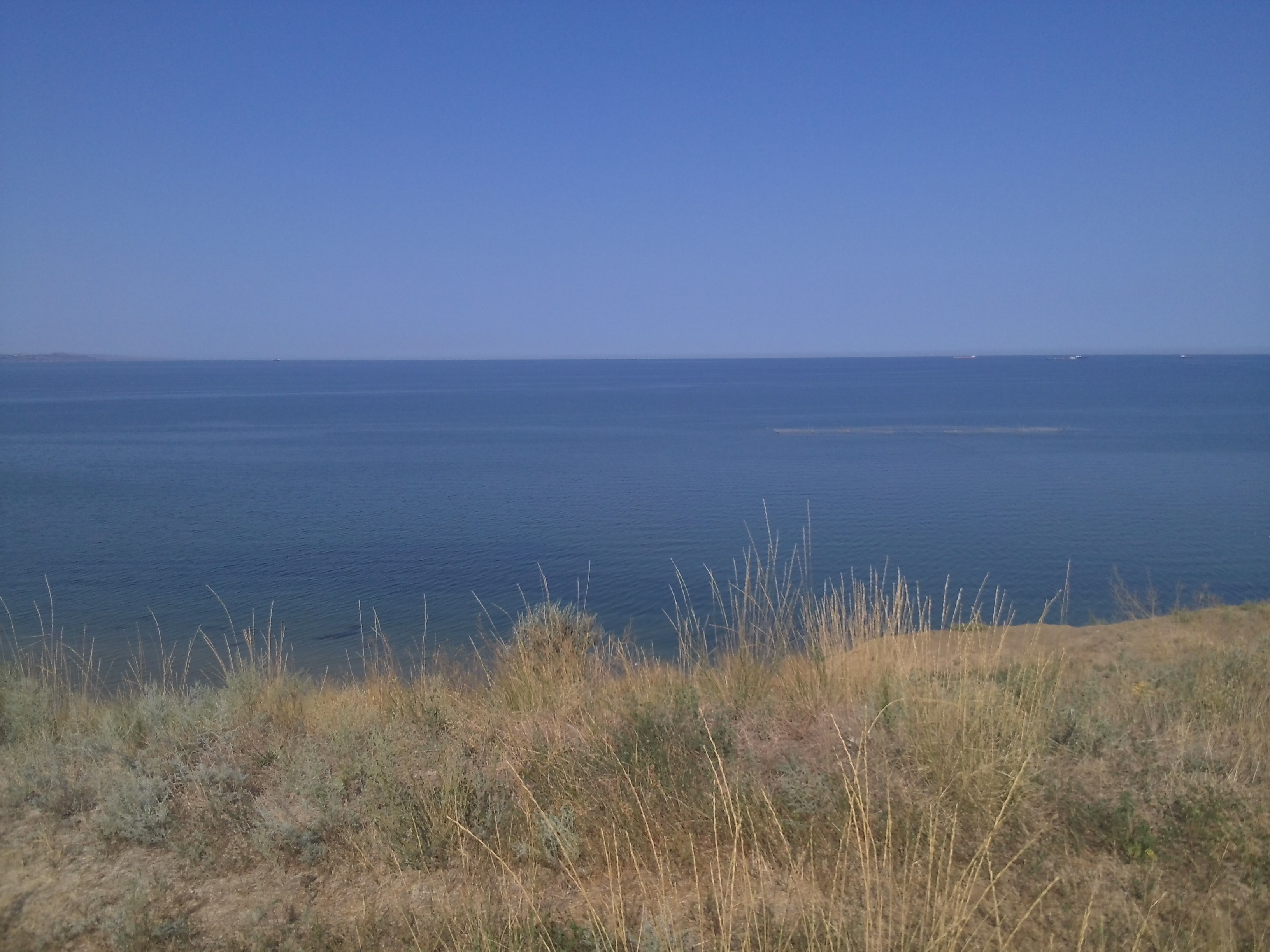
Морський краєвид
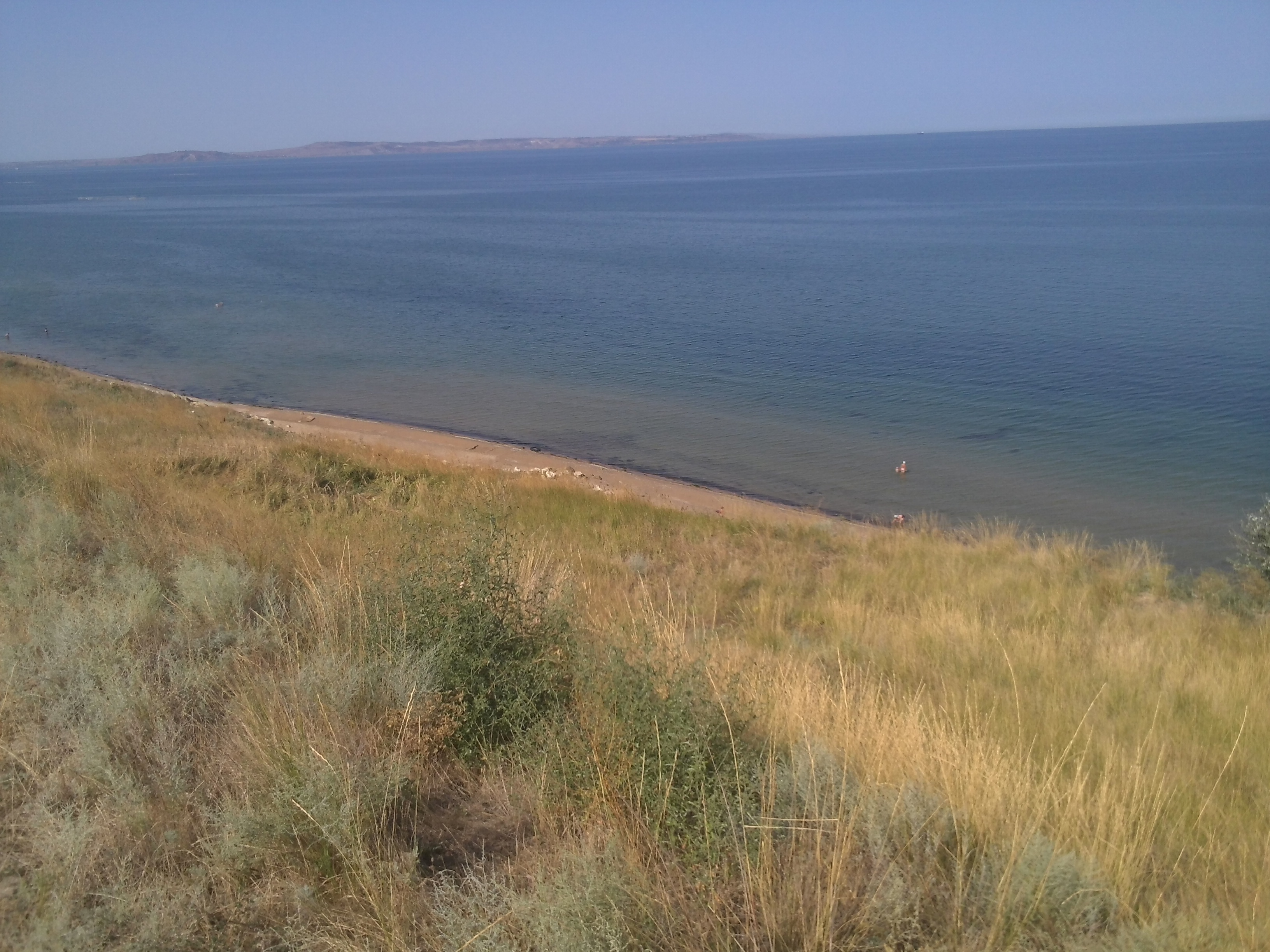
Азовське море переходить у Керченську протоку (на іншому боці — Кримський півострів)
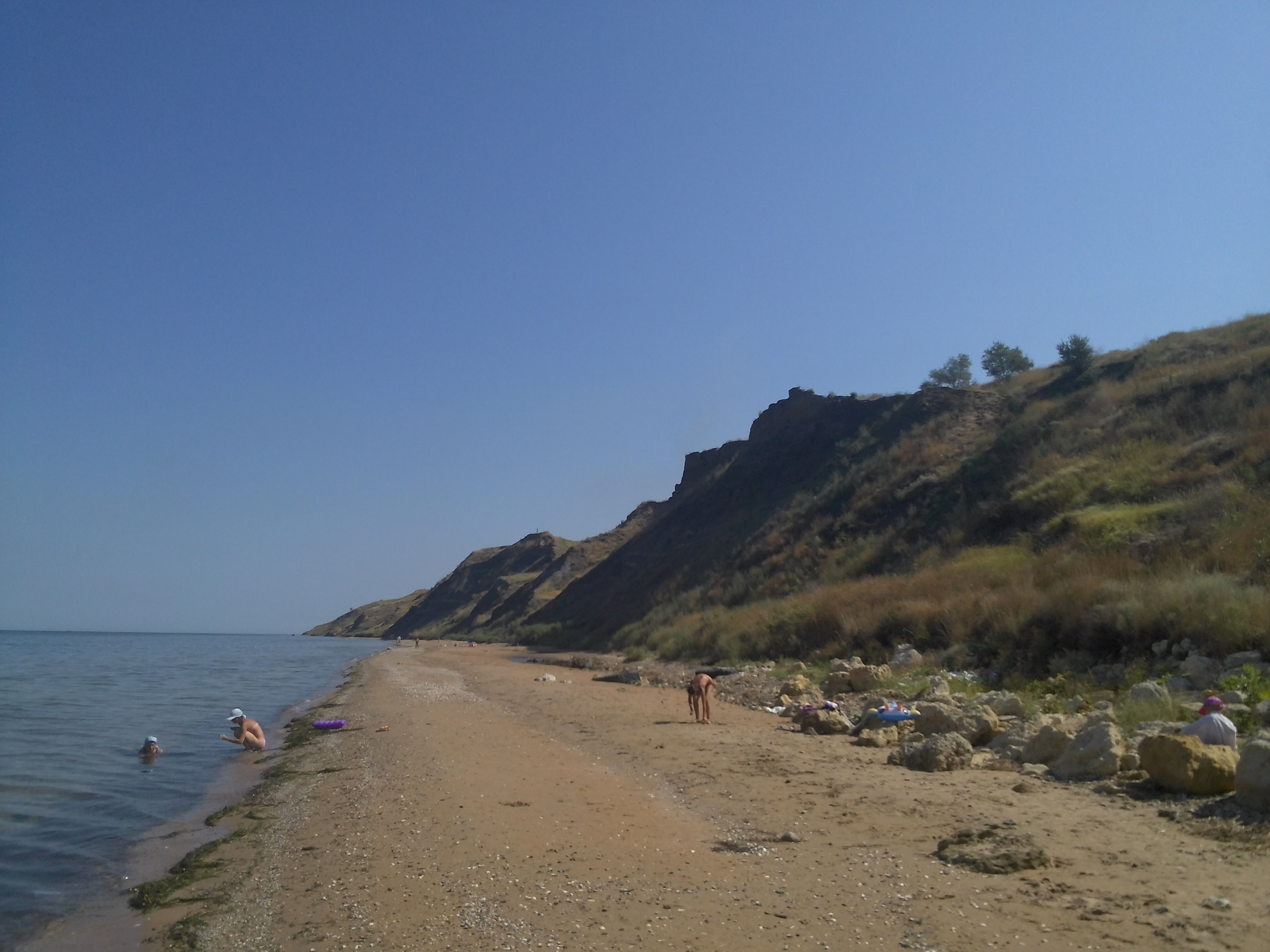
Пляж
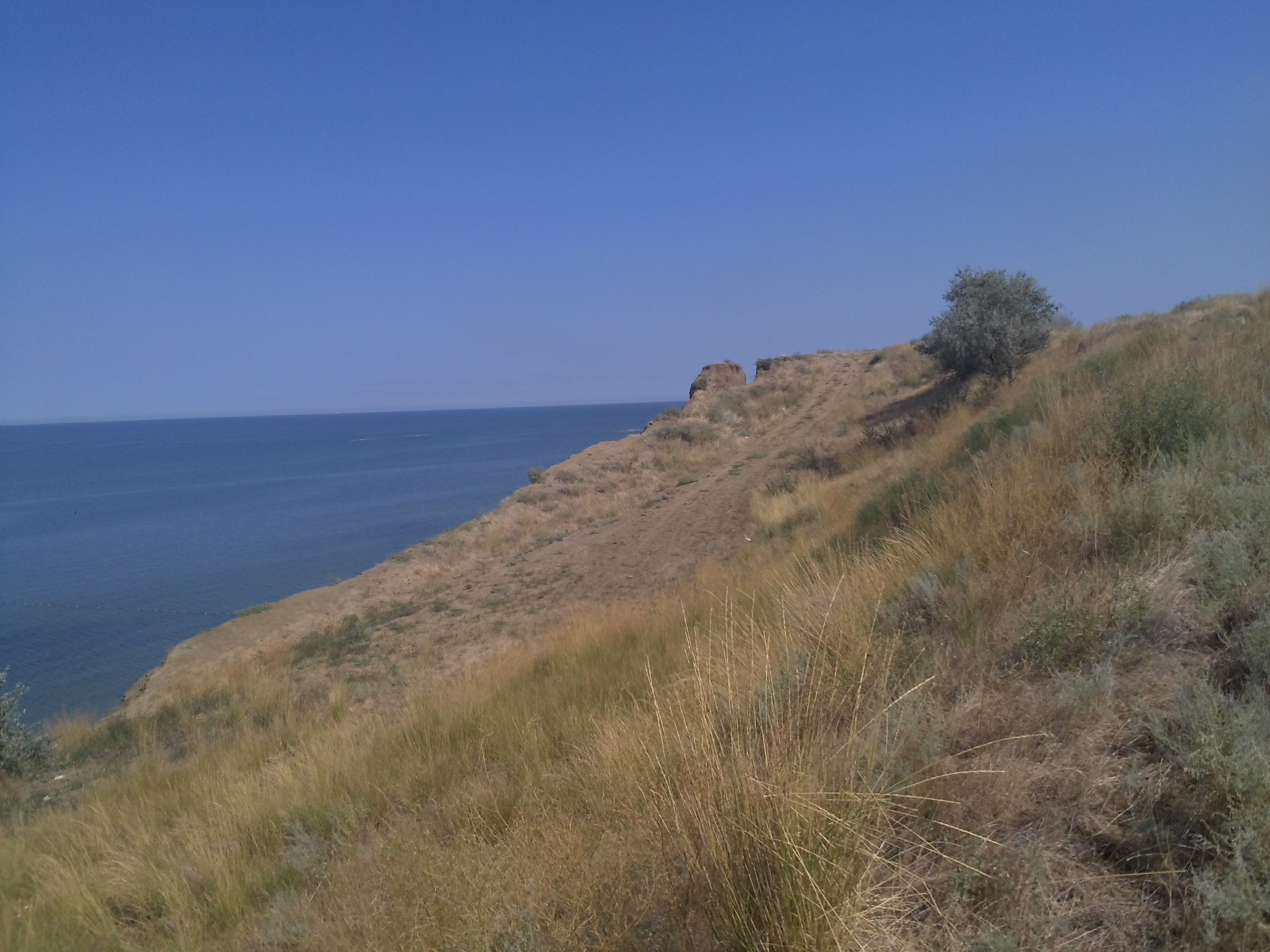
На узбережжі
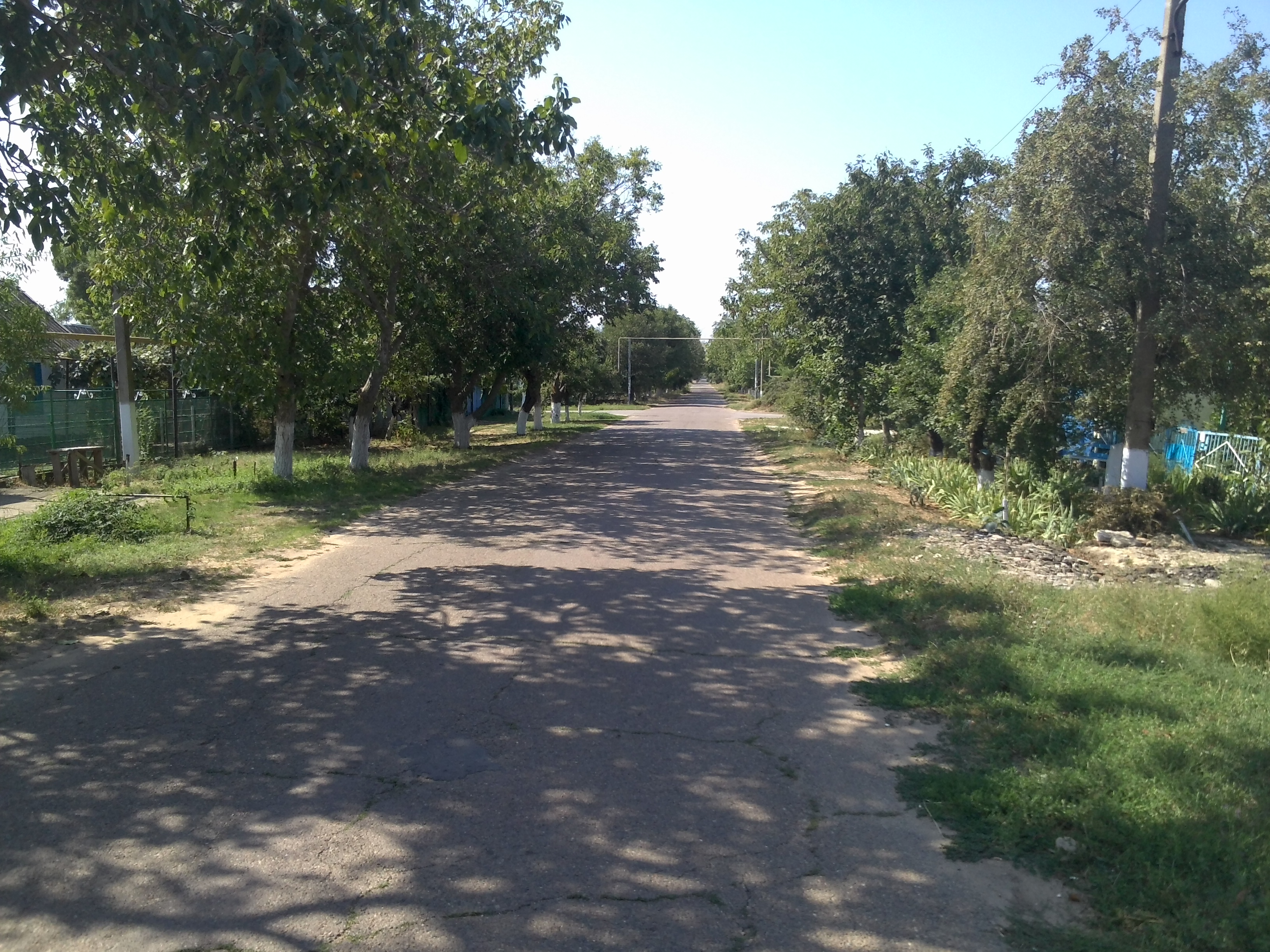
Одна з вулиць селища